# Wohnhaus Tebenstraße 16
Das Wohnhaus Tebenstraße 16 in Diepholz, im nordöstlichen Ortsteil Sankt Hülfe, stammt wohl vom 19. Jahrhundert.

Aktuell (2023) wird es als Wohnhaus genutzt.
Das Gebäude steht unter Denkmalschutz (siehe auch Liste der Baudenkmale in Diepholz).

## Beschreibung
Das eingeschossige Gebäude in Fachwerk mit geschlämmten Ziegelausfachungen und hohem Satteldach mit Uhlenloch stammt vermutlich aus dem 19. Jahrhundert. In dem Haus war in den 1980/90er Jahren die Galerie Brey beheimatet.
Das Landesdenkmalamt befand: „… geschichtliche Bedeutung … .“